# Szumida (folyó)
A Szumida a japán főváros, Tokió folyója.  A folyó valójában egy ága az Arakava folyónak, és a Tokiói-öbölnél éri el az óceánt. További mellékfolyói a Kanda és a Sakudzsii folyók. Korábban a Szumida az Arakava medrében folyt, bár a Meidzsi időszakban komoly munkálatokat végeztek annak érdekében, hogy elválasszák a folyó jelenlegi fő sodrától.

## Kultúra és a folyó találkozása
A japán emberek kapcsolata a vízzel szoros, történelmi hagyományokra épül. Tokiótól északra található a legnagyobb japán síkság és ez a területet több nagy folyót táplál mint az Edo, a Szumida, a Naka, az Ajasze, az Otositurutone, a Kuramacu, a Szaka, a Singasi, az Ara és a Tone  is.  Ugyan Japán legnagyobb természeti veszélyforrása a földrengés, de ennek kihatásaként ezek a folyók komoly veszélyt jelentenek az épületekre, hidakra és a folyókat szabályozó gátakra. Jellemző ünnepeik éppen ezért a népszerű folyóünnepek melyeken a vizet színes úszó „halakkal” díszítik. Benjamin Britten brit zeneszerző 1956-ban Japánban jártakor a nó színjáték Sumidagawa és a folyó inspirálta a Curlew River (1964) templomi darab szerzésére.
A költő Macuo Basó a folyó partján élt 1680-tól egy házban, melyet tanítványa vett neki. A folyóparton készült több írása.

## Szumida és Tokió

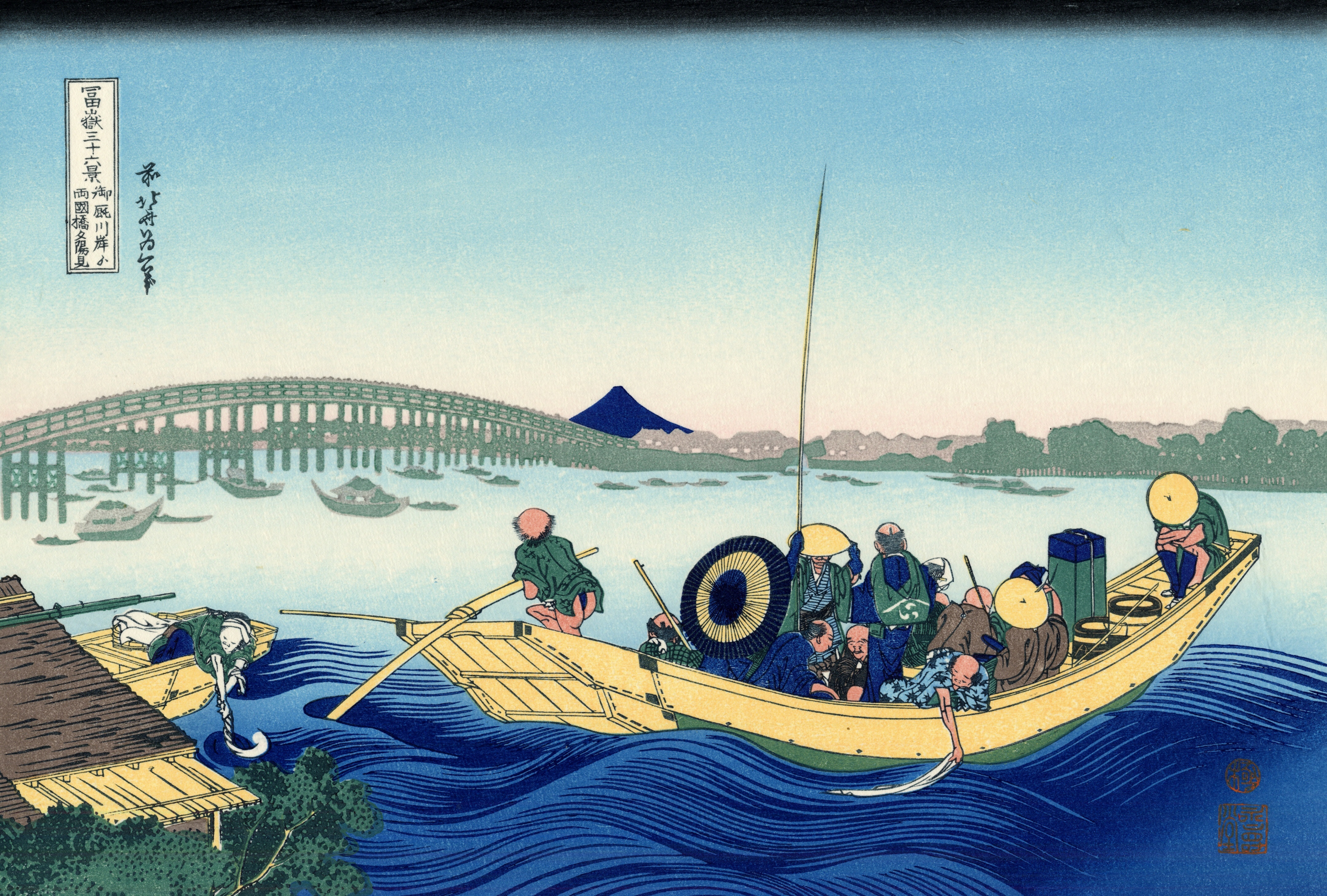
Kacushika Hokuszai készítette látképe a Rjógoku hídnak

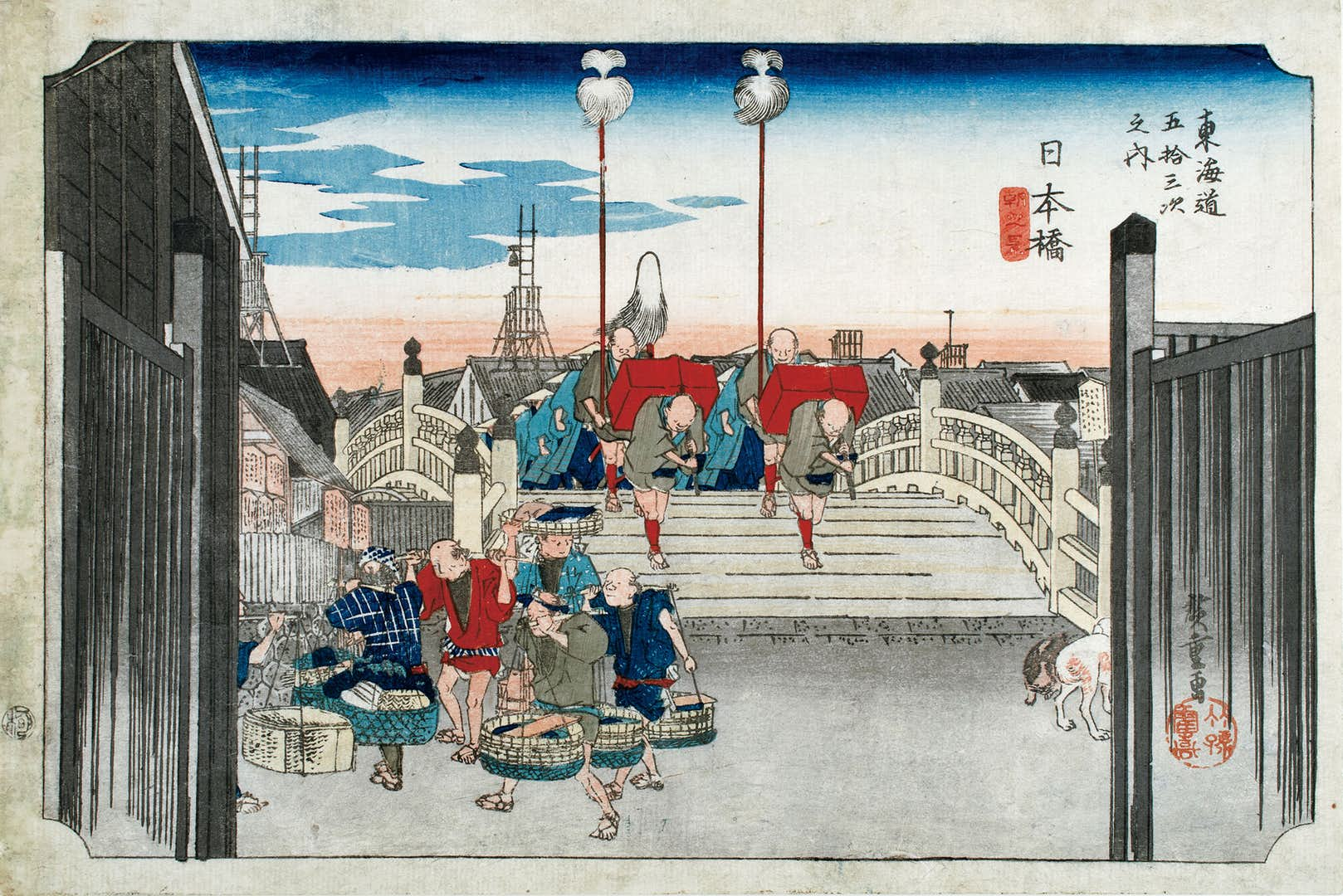
Látképe a Nihon-basi hídnak Hirosige festményén

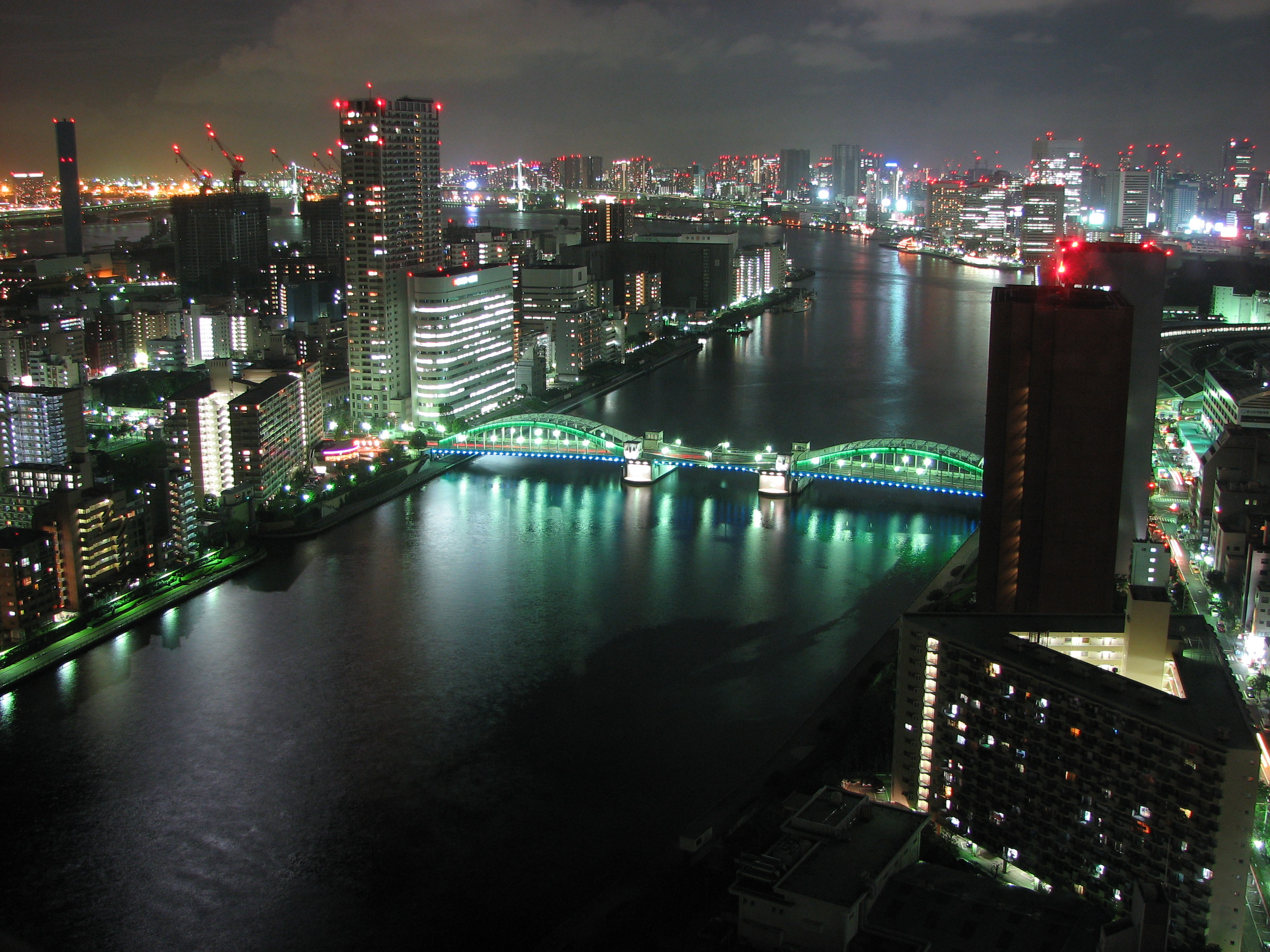
A Kacsidoki híd éjszaka

A folyó érinti Tokió 23 körzete közül a Kitát, az Adachit, az Arakavát a Szumidát, Taitót, a Kótót és a Csúót. A folyó Tokióban 27 km hosszú és összesen 26 híd ível át rajta, ami azt jelenti, hogy minden kilométerére jut egy.
A legfontosabb hídjai az alábbiak:
- A Szendzsu híd, 1921 óta van használatban. Egy korábban még 1594-ben épített hosszú ideig működő hidat váltott fel.[3]
- A Szakura híd, használatban van 1985 óta.[4]
- A Kototoi híd, használatban 1928 óta, mely két közeli templomot köt össze, a Mimeguri-dzsindzsát és a Macucsijama-sodent.[5]
- Az Azuma híd, használatban 1931óta, egy 1774-ben épített hidat váltott fel. A híd közel van a Asakusza vasútállomás és forgalmi csomóponthoz.[6]
- A  Komagata híd, 1927 óta van használatban.[7]
- Az Umaja híd, 1929 épült és felváltotta a helyén 1875-ben épített korábbi hidat.
- A Rjógoku híd, 1932-ben épült és felváltott egy 1659-ben épített hidat.  A hidat festményeivel halhatatlanná tette a híres japán festő Hirosige.
- A Sin híd vagy új híd, 1976 óta váltotta fel az 1693-ban épített elődjét. A Rjógoku híd mellett épült fel a híd.[8]
- A Kijoszu híd, 1938 óta használatban.[9]
- A Nihon híd, az Edo korszak óta az 1600-as évektől használatban van. Ezek miatt is nevezik Edo hídnak is.
- Az  Eitai híd, 1924 óta szolgálja a tokióiakat és az 1696-ban épített régebbi híd helyett építették.
- A  Csúó híd, épült 1994-ben, az egyik legfiatalabb hídja a folyónak.
- A Cukuda híd, 1964-ben épült és az első híd volt a II. világháború után.[10]
- A Kacsidoki híd 1940-ben épült és az Orosz–japán háborúban Lushunnál aratott japán győzelemnek állítottak vele emléket.

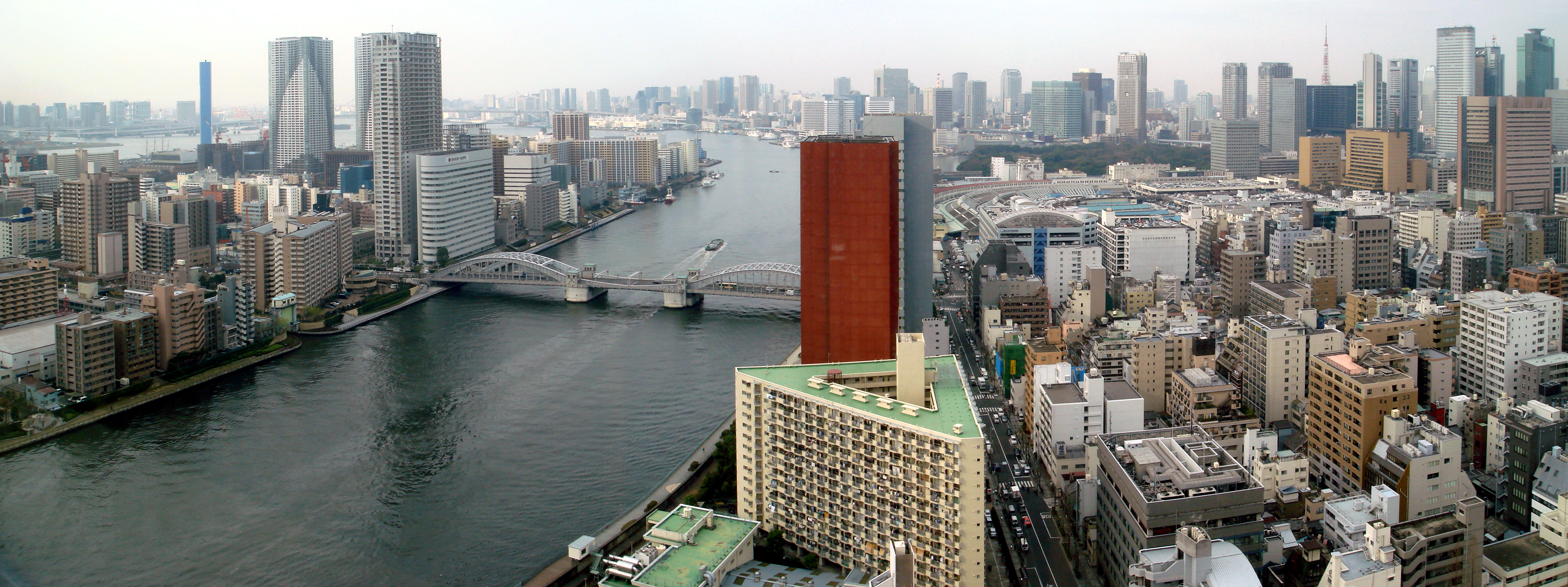

## Fordítás
- Ez a szócikk részben vagy egészben  a   Sumida River című angol Wikipédia-szócikk fordításán alapul.  Az eredeti cikk szerkesztőit annak laptörténete sorolja fel. Ez a jelzés csupán a megfogalmazás eredetét és a szerzői jogokat jelzi, nem szolgál a cikkben szereplő információk forrásmegjelöléseként.